# جیلی (فیلم)
جیلی (انگلیسی: Gigli) (‎/ˈdʒiːli/‎، JEE-lee) فیلمی در ژانر کمدی رمانتیک، کمدی-درام، و کمدی به کارگردانی مارتن برست است که در سال ۲۰۰۳ منتشر شد. از بازیگران آن می‌توان به بن افلک، جنیفر لوپز، جاستین بارتا، آل پاچینو و کریستوفر واکن اشاره کرد.